# Demirciören (Erdemli)
Koordinaten: 36° 29′ 37,8″ N, 34° 7′ 54,7″ O

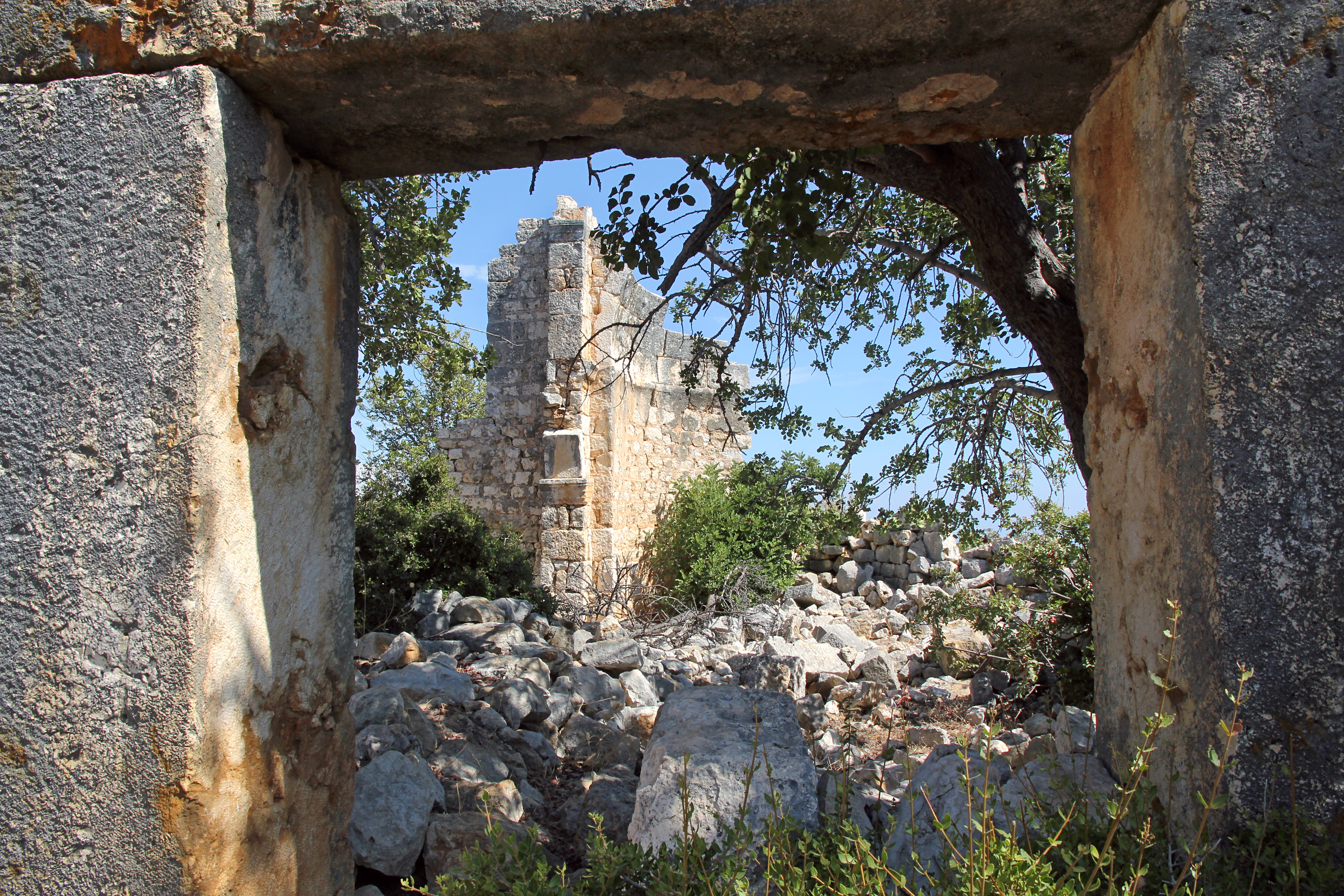
Eingang der Kirche und Reste der Apsis

Demirciören ist die türkische Bezeichnung für die Ruinenstätte einer hellenistisch-frühbyzantinischen Siedlung im Rauen Kilikien in der Südtürkei. 

## Lage
Am östlichen Ortsrand von Kızkalesi, dem antiken Korykos, führt eine Straße an der Ostseite des Tales Şeytan Deresi entlang nach Norden, vorbei an den Türmen von Gömeç und Gücük sowie den Felsengräbern von Adamkayalar nach Cambazlı und weiter nach Uzuncaburç, dem antiken Olba. Nach etwa drei Kilometern liegt auf der Ostseite die Flur Demirciören. Zu dieser gehören die Ruinen einer kaiserzeitlichen Ortschaft, heute Hıdırlı genannt, wenige hundert Meter östlich der modernen Straße, die in der Literatur gelegentlich auch als Demirciören behandelt werden. Etwa 1,4 Kilometer nordwestlich davon findet sich die hier besprochene Siedlung, ebenfalls östlich der Straße und an der Westseite des Tales Paşa Deresi, das sich von Elaiussa Sebaste (heute Ayaş) nach Norden ins bergige Hinterland zieht.

## Beschreibung
Der Weiler bestand aus 15 bis 20 Häusern, dazu eine Kirche und ein Wohn- und Wachturm. Bei der Kirche handelt es sich um eine dreischiffige Basilika mit einer inneren Länge von 10,38 Metern (ohne Apsis). Ein Narthex war geplant, wurde aber nicht ausgeführt. Seitlich und hinter der Apsis lagen zweigeschossige Neben- und Umgangsräume, im Norden gab es einen rechteckigen Anbau. Erhalten sind Reste der Nord- und der Westwand mit dem Eingang sowie ein Teil der Apsis und des nördlichen Nebenraumes. Der Innenraum ist stark verschüttet. Die Kirche wird ins 5. bis 6. Jahrhundert datiert.
Der Turm hat einen Grundriss von 5,55 × 5,50 Metern und ist aus sauber geglätteten, isodomen Quadern errichtet, das Mauerwerk ist bossiert. Sein Eingang liegt in der Südwand, darüber findet sich ein Keilschnittgewölbe. Er verfügt über ein Fenster und ein Schlitzfenster über dem Eingang sowie ein weiteres Schlitzfenster in der Ostwand. Die dem Wetter zugewandte Nordwand ist geschlossen, die Westwand nicht erhalten. Der Turm steht direkt neben einer mit Platten abgedeckten Zisterne, die sich möglicherweise unter dem Gebäude erweitert. Im Osten schließt sich eine Pressanlage an die Wand an. Der Turm hatte vermutlich zum einen Wachfunktion für die umliegenden landwirtschaftlichen Flächen, zum anderen wurde er als Lagerraum genutzt. Eine Funktion als Wohnraum war durch die geringe Größe nur eingeschränkt und in Gefahrensituationen gegeben. Serra Durugönül, die in den 1990er Jahren die Türme im Rauen Kilikien erforschte, datiert das Bauwerk aufgrund der Mauertechnik und der Bossierung – wie die Türme von Uzuncaburç und Kanytelleis – in hellenistische Zeit, hier ins späte 2. bis ins frühe 1. Jahrhundert v. Chr.

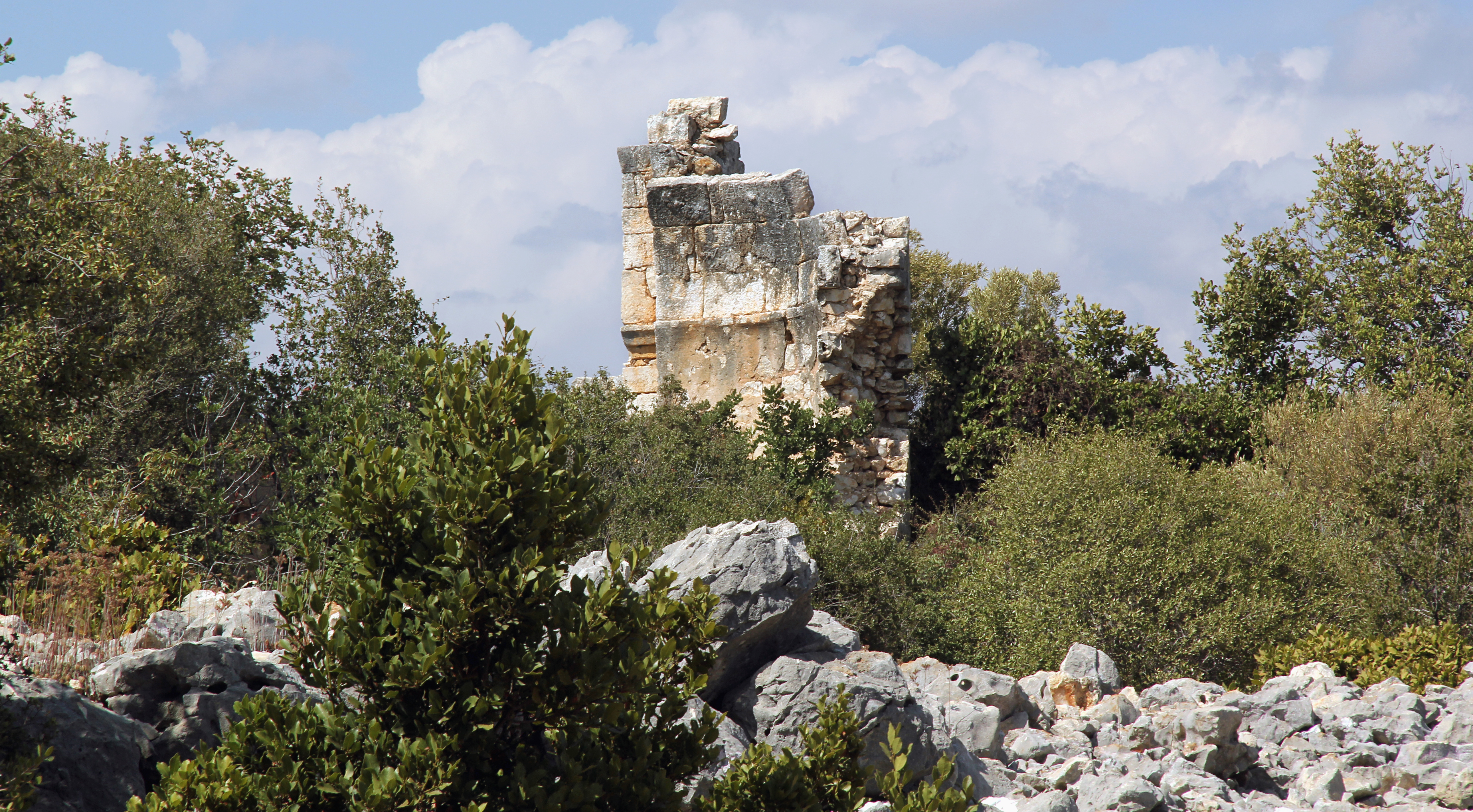
Apsis der Kirche von Süden
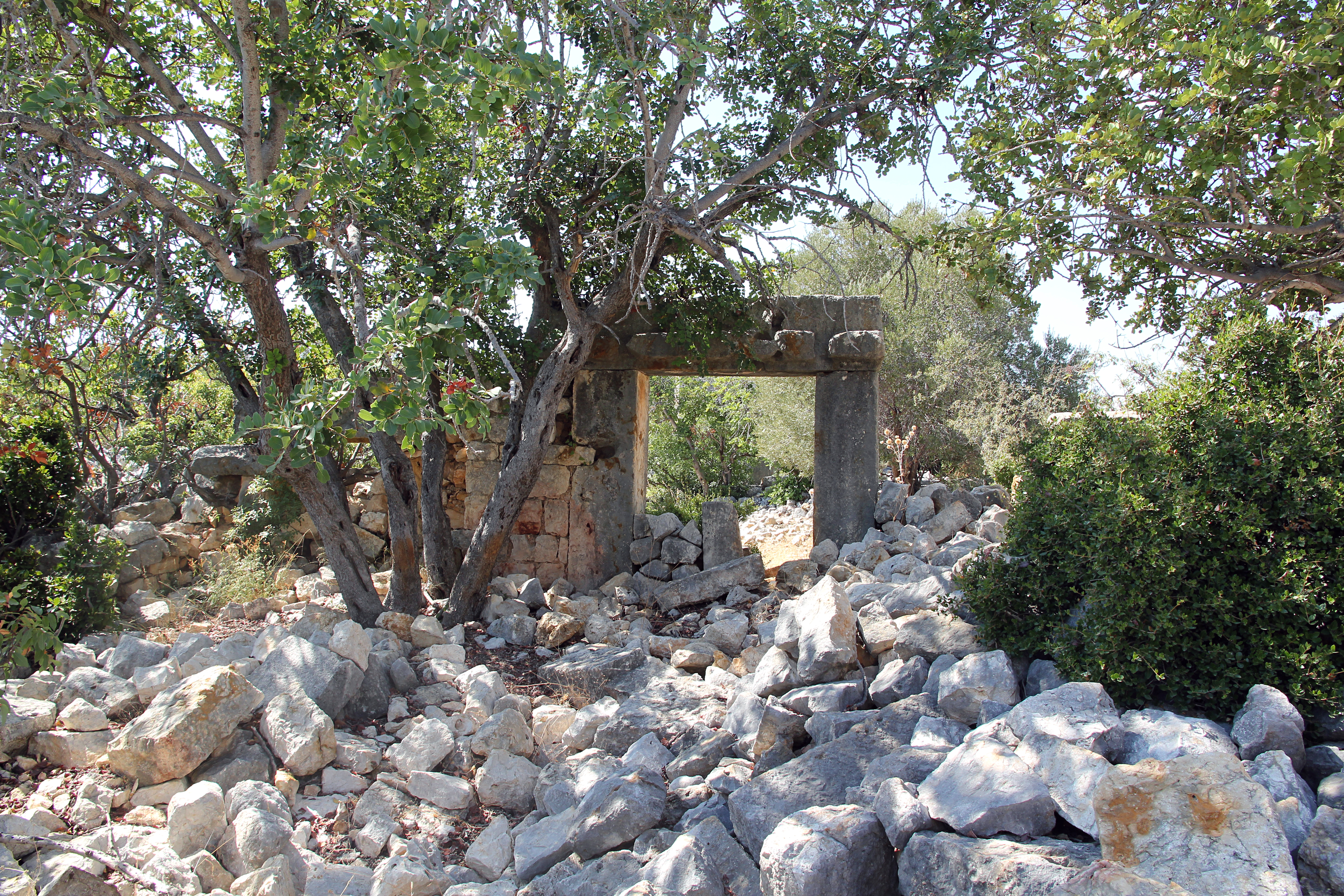
Innenraum der Kirche, Blick zum Eingang
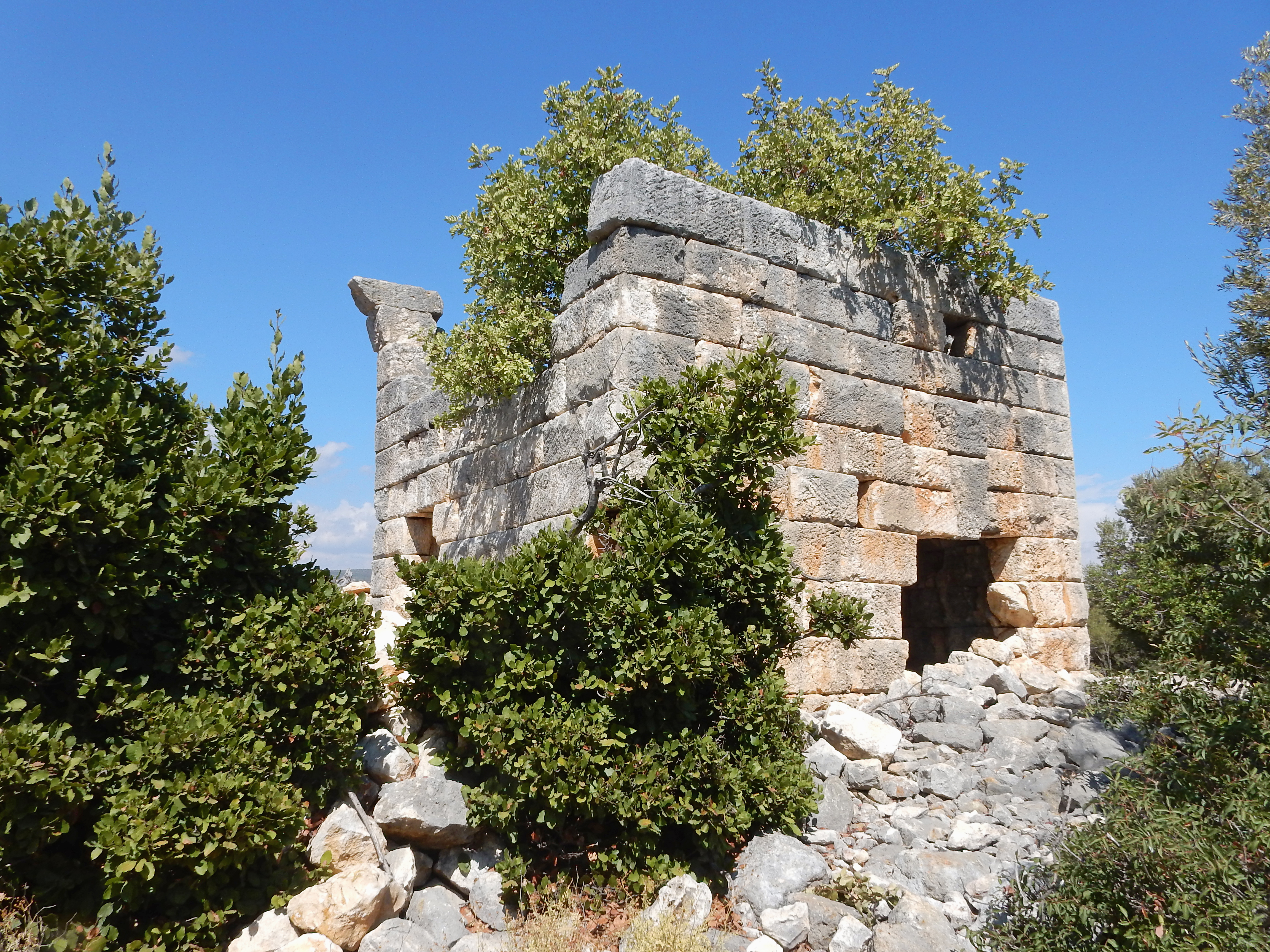
Turm von Süden
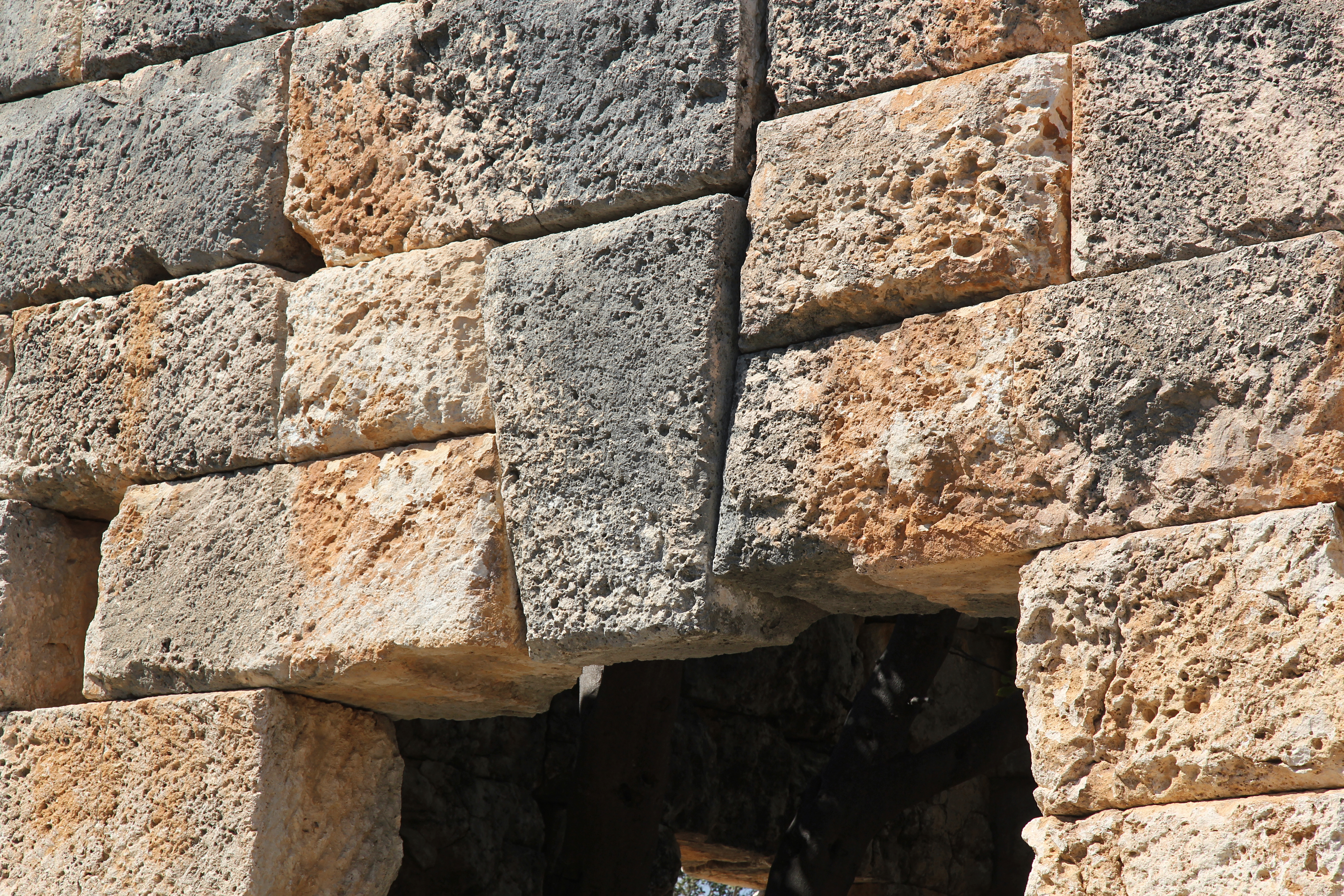
Keilstein über dem Turmeingang
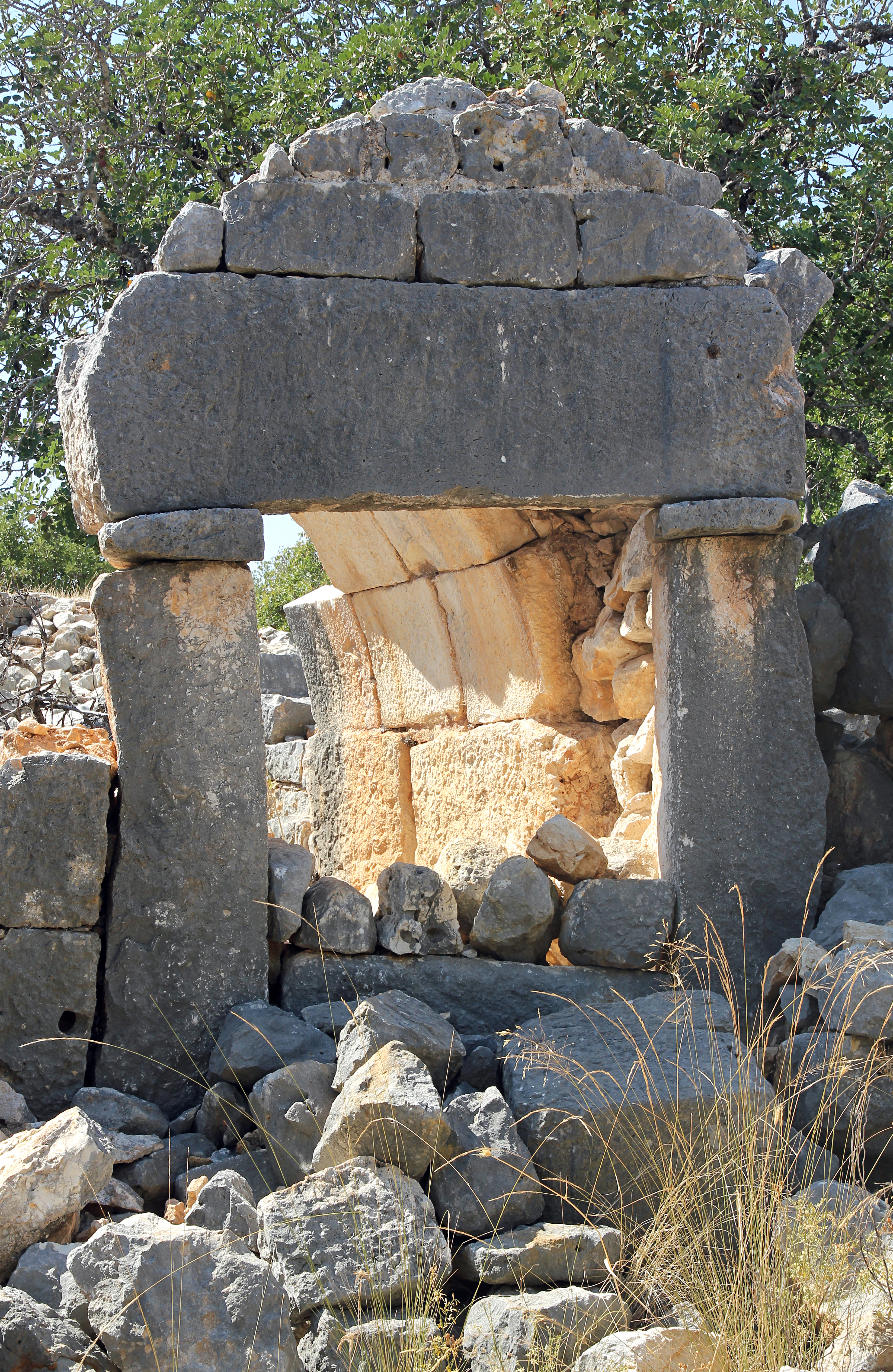
Gebäude mit Gewölberesten